# Religioni negli Emirati Arabi Uniti
La religione più diffusa negli Emirati Arabi Uniti è l'islam. Secondo il censimento del 2005 (l'ultimo disponibile), i musulmani rappresentano il 76% della popolazione e sono in maggioranza sunniti; il 9% della popolazione segue il cristianesimo e il 15% della popolazione segue altre religioni. I dati del censimento riguardano la popolazione totale, composta sia dai cittadini dello stato che dai numerosi stranieri residenti. Secondo una stima del 2010 del Pew Research Center, il 76,9% della popolazione segue l'islam, il 12,6% della popolazione segue il cristianesimo, il 9,4% della popolazione segue altre religioni (principalmente l'induismo e il buddhismo) e l'1,1% della popolazione non segue alcuna religione. Una stima del 2015 dell'Association of Religion Data Archives (ARDA) dà i musulmani al 74,4% circa della popolazione; il 13,1% della popolazione segue il cristianesimo, l'11,2% circa della popolazione segue altre religioni e l'1,2% circa della popolazione non segue alcuna religione.

## Religioni presenti

### Islam
L'85% dei musulmani emiratini sono sunniti e il 15% circa sono sciiti. Vi sono anche piccoli gruppi di ahmadiyya, di Dawudi Bohora e di drusi.

### Altre religioni
Le altre religioni maggiormente seguite negli Emirati Arabi Uniti sono l'induismo (seguito da circa il 7% della popolazione) e il buddhismo (seguito da circa il 2% della popolazione); tali religioni sono praticate da stranieri provenienti dall'Asia che risiedono nel Paese. In misura minore sono inoltre presenti gruppi di seguaci del sikhismo, del bahaismo, dell'ebraismo e dello zoroastrismo.